# Lanuéjols (Gard)
Pour les articles homonymes, voir Lanuéjols.

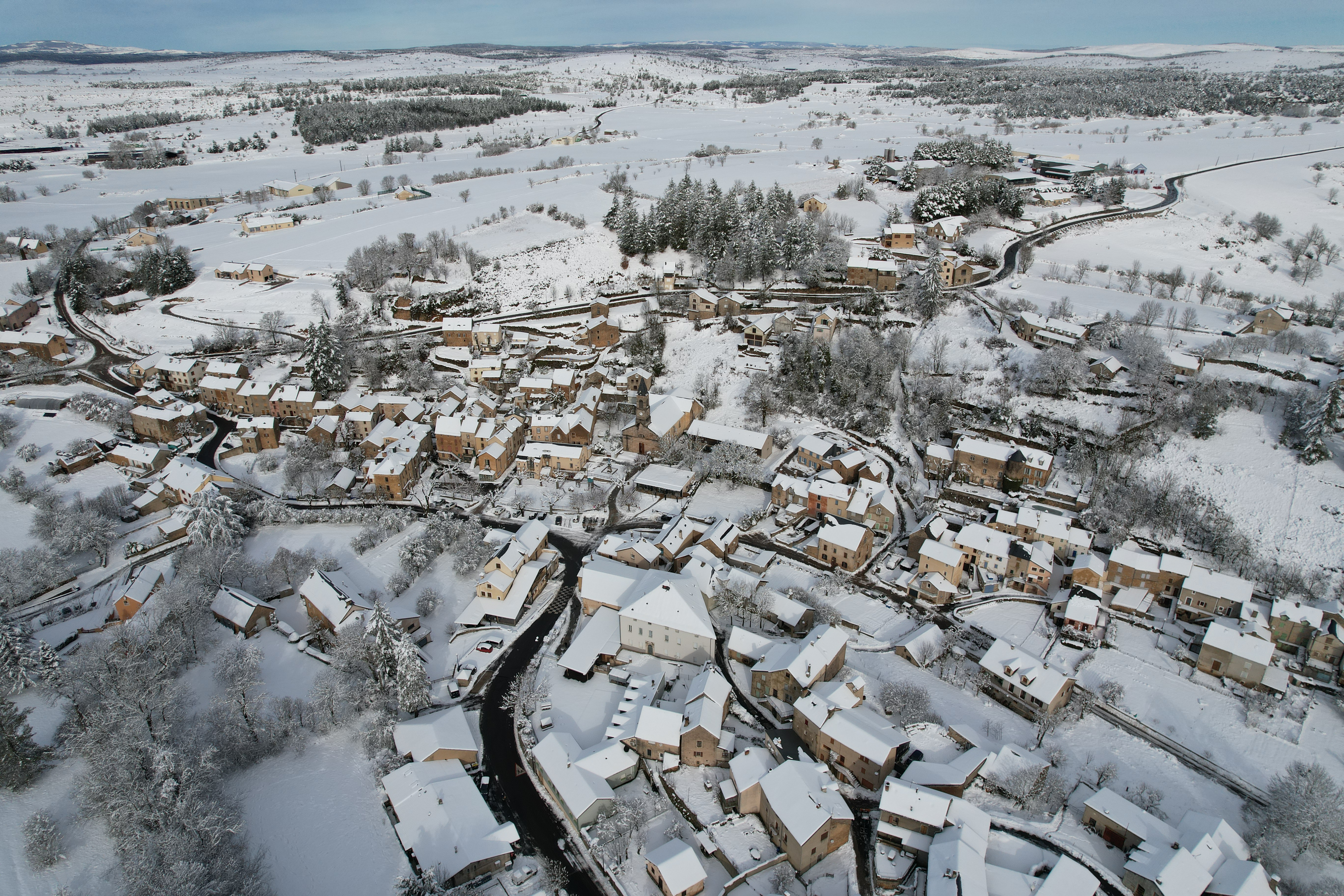
Village de Lanuéjols (30750) sous la neige

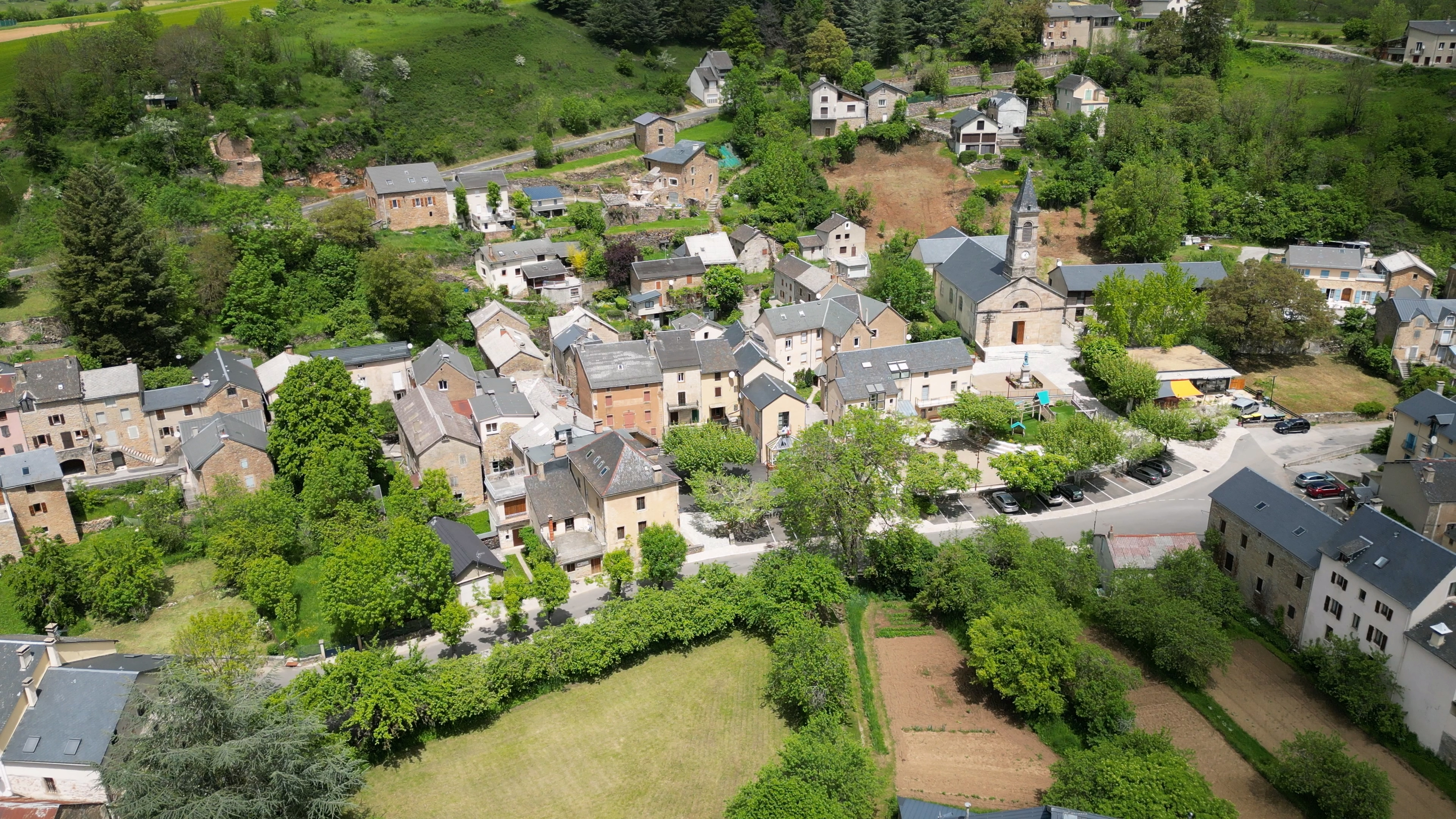
Vue aérienne de Lanuéjols

Lanuéjols [lanɥeʒɔl] est une commune française située dans le nord-ouest du département du Gard, en région Occitanie.
Exposée à un climat de montagne, elle est drainée par le Trèvezel, le Bramabiau, le ruisseau de Garène et par divers autres petits cours d'eau. Incluse dans les Cévennes, la commune possède un patrimoine naturel remarquable : quatre sites Natura 2000 (Les « gorges de la Dourbie et causses avoisinants », le « massif de l'Aigoual et du Lingas », le « causse Noir » et « les Cévennes ») et six zones naturelles d'intérêt écologique, faunistique et floristique.
Lanuéjols est une commune rurale qui compte 339 habitants en 2022, après avoir connu un pic de population de 1 187 habitants en 1831.  Ses habitants sont appelés les Lanuéjolais ou  Lanuéjolaises.

## Géographie

### Localisation
Commune du Gard limitrophe de l'Aveyron et de la Lozère, à 900 mètres d'altitude, Lanuéjols est située dans l'est du causse Noir.

### Communes limitrophes
Les communes limitrophes sont  Dourbies, La Roque-Sainte-Marguerite, Meyrueis, Nant, Revens, Saint-André-de-Vézines, Saint-Sauveur-Camprieu, Trèves et Veyreau.
| Saint-André-de-Vézines (Aveyron)     | Veyreau (Aveyron) | Meyrueis (Lozère)      |
| La Roque-Sainte-Marguerite (Aveyron) | Lanuéjols         | Saint-Sauveur-Camprieu |
| Revens, Nant (Aveyron)               | Trèves            | Dourbies               |

### Géologie et relief
La commune est située sur le causse Noir. Elle est délimitée à l'est par les premiers contreforts des Cévennes.
L'altitude moyenne est de 921 mètres, avec un minimum de 602 mètres au niveau de la rivière Trévezel, et un maximum de 1 181 mètres à la cime des Commandeurs (le voyageur remarquera plus aisément les 1 177 mètres d'altitude du Devois, et sa couverture de bruyères violacée).

### Hydrographie
Le Trèvezel délimite la frontière sud-est de la commune.
Un ruisseau non permanent, la Garène, rejoignant la Dourbie, coupe la commune en diagonale sur un axe nord-est à sud-ouest. Ce ruisseau prend naissance du côté Meyrueis. Bien qu'il soit couvert lors de sa traversée de Lanuéjols, de violents orages peuvent le faire déborder.

### Climat
Pour des articles plus généraux, voir Climat de l'Occitanie et Climat du Gard.
En 2010, le climat de la commune est de type climat des marges montargnardes, selon une étude s'appuyant sur une série de données couvrant la période 1971-2000. En 2020, Météo-France publie une typologie des climats de la France métropolitaine dans laquelle la commune est exposée à un climat de montagne ou de marges de montagne et est dans la région climatique Sud-est du Massif Central, caractérisée par une pluviométrie annuelle de 1 000 à 1 500 mm, minimale en été, maximale en automne.
Pour la période 1971-2000, la température annuelle moyenne est de 8,6 °C, avec une amplitude thermique annuelle de 15,7 °C. Le cumul annuel moyen de précipitations est de 1 138 mm, avec 11,2 jours de précipitations en janvier et 5,5 jours en juillet. Pour la période 1991-2020, la température moyenne annuelle observée sur la station météorologique la plus proche, située sur la commune de Saint-Sauveur-Camprieu à 8 km à vol d'oiseau, est de 8,6 °C et le cumul annuel moyen de précipitations est de 1 474,9 mm,. Pour l'avenir, les paramètres climatiques de la commune estimés pour 2050 selon différents scénarios d'émission de gaz à effet de serre sont consultables sur un site dédié publié par Météo-France en novembre 2022.

### Milieux naturels et biodiversité

#### Espaces protégés
La protection réglementaire est le mode d’intervention le plus fort pour préserver des espaces naturels remarquables et leur biodiversité associée,.
Dans ce cadre, la commune fait partie de la zone cœur du Parc national des Cévennes. Ce  parc national, créé en 1967, est un territoire de moyenne montagne formé de cinq entités géographiques : le massif de l'Aigoual, le causse Méjean avec les gorges du Tarn et de la Jonte, le mont Lozère, les vallées cévenoles ainsi que le piémont cévenol.
La commune fait également partie des Cévennes, un territoire  reconnu réserve de biosphère par l'UNESCO en 1985 pour la mosaïque de milieux naturels qui la composent et qui abritent une biodiversité exceptionnelle, avec 2 400 espèces animales, 2 300 espèces de plantes à fleurs et de fougères, auxquelles s’ajoutent d’innombrables mousses, lichens, champignons,.

#### Réseau Natura 2000

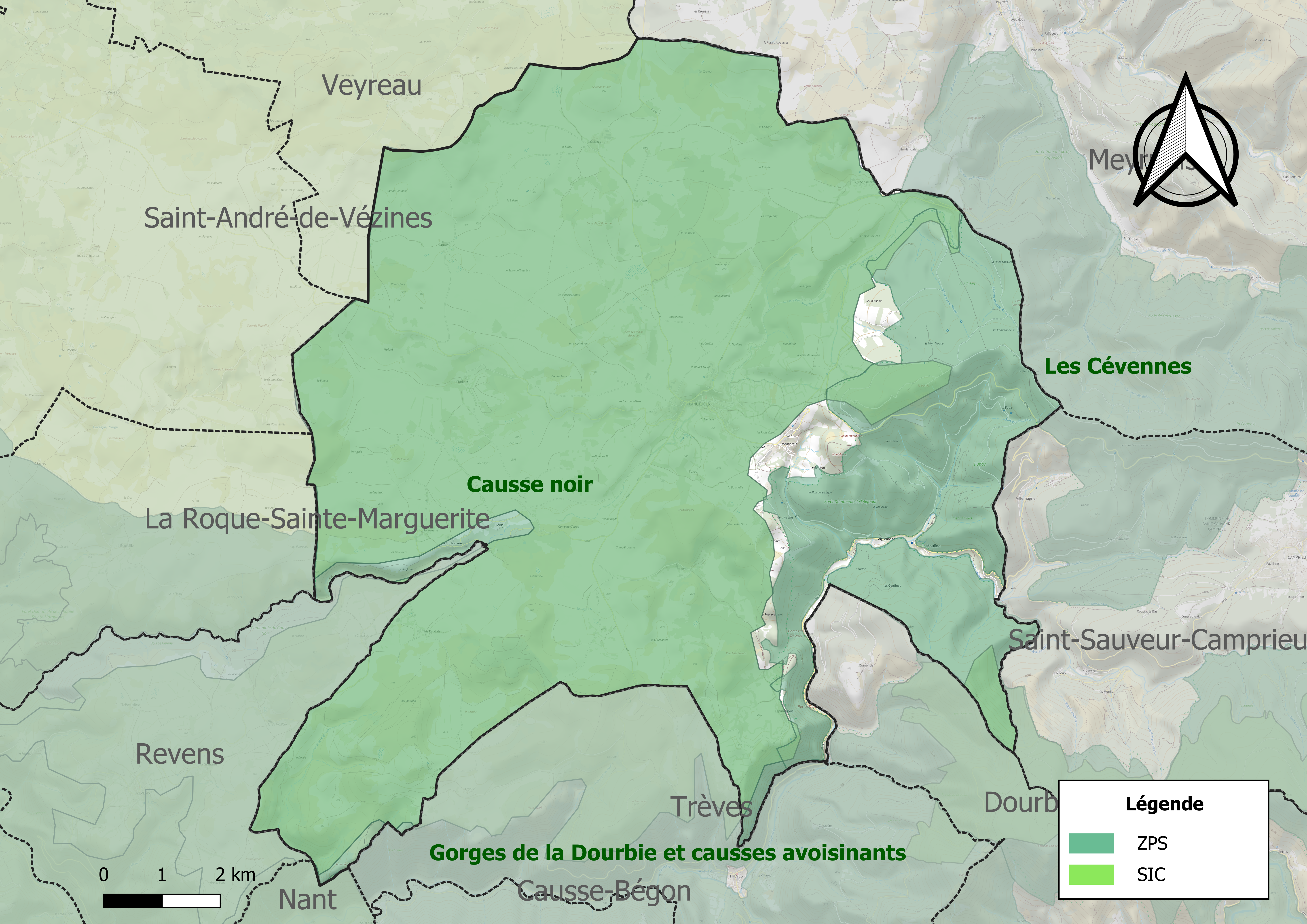
Site Natura 2000 sur le territoire communal.

Le réseau Natura 2000 est un réseau écologique européen de sites naturels d'intérêt écologique élaboré à partir des directives habitats et oiseaux, constitué de zones spéciales de conservation (ZSC) et de zones de protection spéciale (ZPS).
Un site Natura 2000 a été défini sur la commune au titre de la directive habitats :
- le « massif de l'Aigoual et du Lingas », d'une superficie de 10 546 ha, constituant la ligne de partage des eaux entre Méditerranée et Atlantique. On y trouve des pelouses et landes qu'on peut qualifier de pseudo-alpines, recélant des éléments floristiques des Alpes et des Pyrénées en disjonction d'aire. La diversité spécifique de l'ensemble du site est remarquable, avec en particulier la présence de la très rare Buxbaumia viridis[15] et quatre au titre de la directive oiseaux[14] :
- le « causse Noir », d'une superficie de 6 192 ha. Il doit son originalité au maintien de pelouses et de milieux ouverts à Mésobromion et Xérobromion, et de milieux dolomitiques à Armerion junceae. De nombreuses espèces de chauves-souris, dont certaines d'intérêt communautaire, fréquentent ces lieux[16] ;
- Les « gorges de la Dourbie et causses avoisinants », d'une superficie de 28 057 ha, qui comprennent une grande partie du Causse noir, du Causse du Larzac et du Causse Bégon, ainsi que les gorges qui les séparent. Sept espèces de l'annexe 1 se reproduisent sur le site, parmi lesquelles huit espèces de rapaces[17] ;
- « les Cévennes », d'une superficie de 92 044 ha, correspondant précisément à la zone centrale du parc national des Cévennes et rassemblant plusieurs ensembles distincts. La diversité des milieux et des paysages permet le maintien d'une avifaune riche et diversifiée : au total, 135 espèces d'oiseaux, dont 22 inscrites à l'annexe 1 de la directive 79-409-CEE, recensées dans la zone centrale du parc, dont une vingtaine d'espèces de rapaces diurnes et sept nocturnes[18] ;

#### Zones naturelles d'intérêt écologique, faunistique et floristique
L’inventaire des zones naturelles d'intérêt écologique, faunistique et floristique (ZNIEFF) a pour objectif de réaliser une couverture des zones les plus intéressantes sur le plan écologique, essentiellement dans la perspective d’améliorer la connaissance du patrimoine naturel national et de fournir aux différents décideurs un outil d’aide à la prise en compte de l’environnement dans l’aménagement du territoire.
Trois ZNIEFF de type 1 sont recensées sur la commune :
- les « gorges de la Dourbie et ses affluents » (14 060 ha), couvrant 11 communes dont 6 dans l'Aveyron et 5 dans le Gard[20] ;
- la « partie orientale du Causse Noir » (5 655 ha), couvrant 5 communes dont 3 dans l'Aveyron, 1 dans le Gard et 1 dans la Lozère[21] ;
- le « ruisseau de la Foux » (5 ha)[22] ;

et trois ZNIEFF de type 2, : 
- le « causse Noir et ses corniches » (20 863 ha), couvrant 14 communes dont 10 dans l'Aveyron, 3 dans le Gard et 1 dans la Lozère[23] ;
- le « causse Bégon et Pas de l'Âne Canayère » (2 277 ha), couvrant 6 communes dont 2 dans l'Aveyron et 4 dans le Gard[24] ;
- le « massif de l'Aigoual et du Lingas » (28 495 ha), couvrant 17 communes dont 12 dans le Gard et 5 dans la Lozère[25].

Carte des ZNIEFF de type 1 et 2 à Lanuéjols.
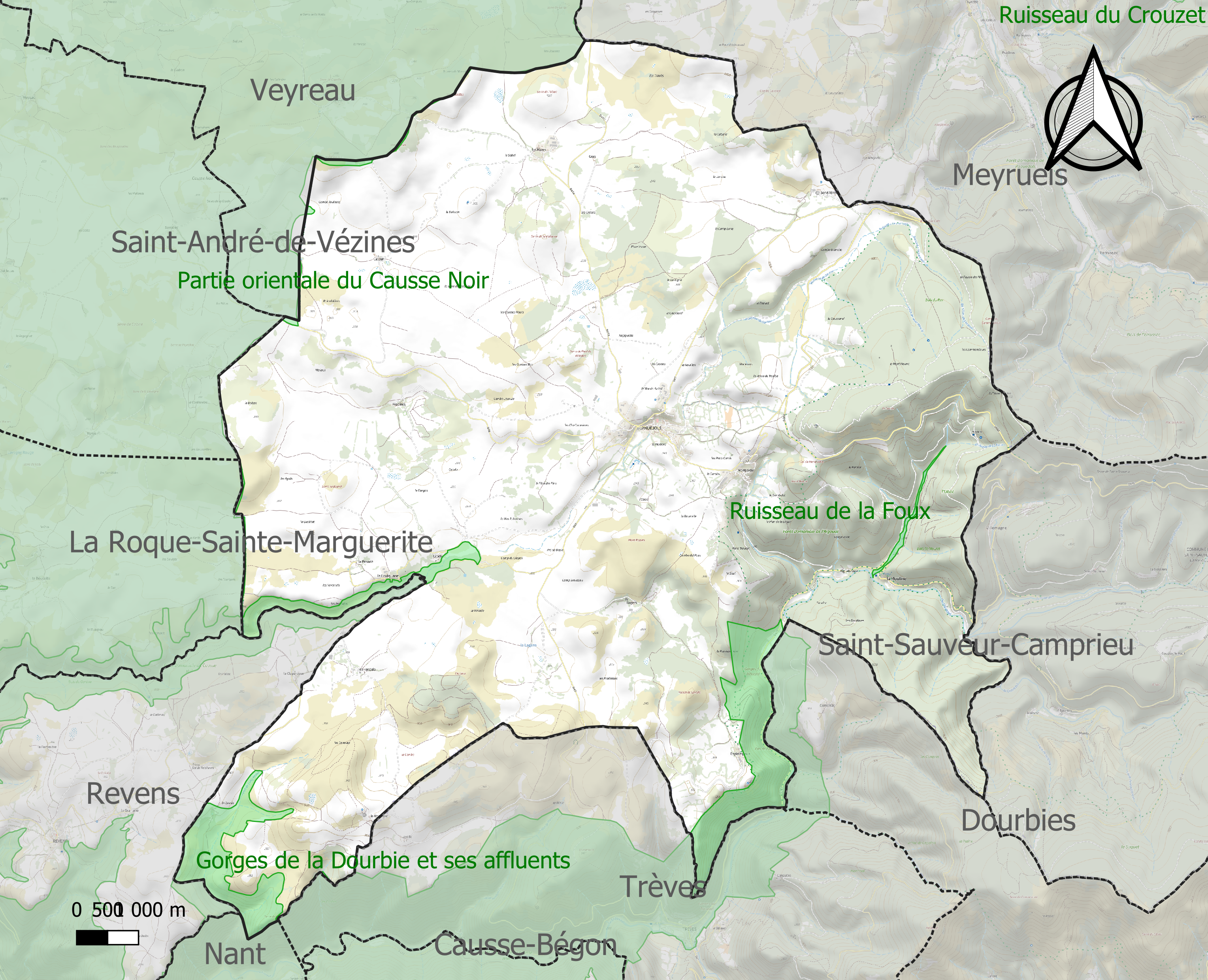
Carte des ZNIEFF de type 1 sur la commune.
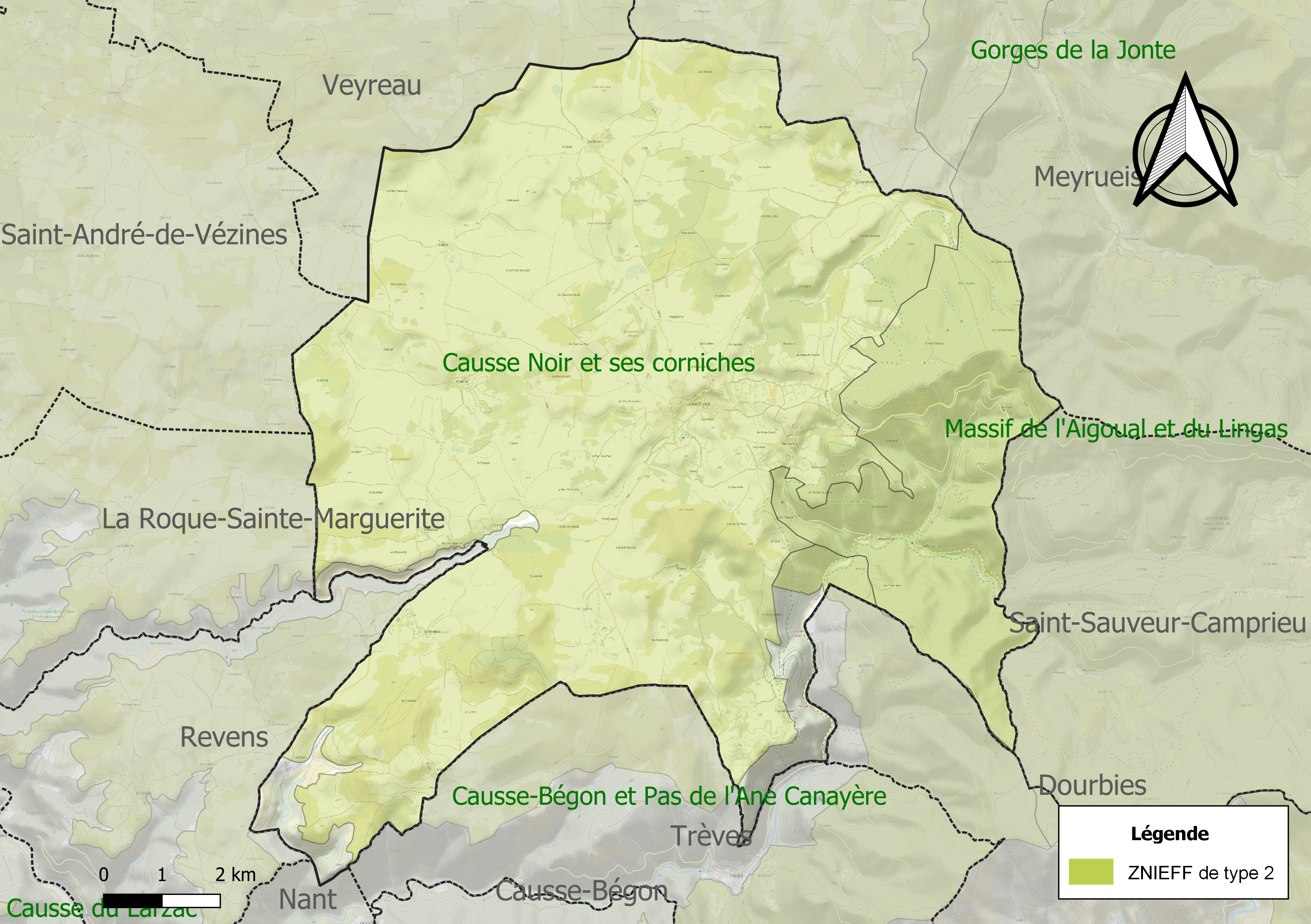
Carte des ZNIEFF de type 2 sur la commune.

## Urbanisme

### Typologie
Au 1er janvier 2024, Lanuéjols est catégorisée commune rurale à habitat dispersé, selon la nouvelle grille communale de densité à sept niveaux définie par l'Insee en 2022.
Elle est située hors unité urbaine et hors attraction des villes,.

### Occupation des sols
L'occupation des sols de la commune, telle qu'elle ressort de la base de données européenne d’occupation biophysique des sols Corine Land Cover (CLC), est marquée par l'importance des forêts et milieux semi-naturels (73,4 % en 2018), une proportion sensiblement équivalente à celle de 1990 (73,6 %). La répartition détaillée en 2018 est la suivante : 
milieux à végétation arbustive et/ou herbacée (47 %), forêts (26,4 %), terres arables (17,6 %), prairies (5 %), zones agricoles hétérogènes (3,4 %), zones urbanisées (0,6 %). L'évolution de l’occupation des sols de la commune et de ses infrastructures peut être observée sur les différentes représentations cartographiques du territoire : la carte de Cassini (XVIIIe siècle), la carte d'état-major (1820-1866) et les cartes ou photos aériennes de l'IGN pour la période actuelle (1950 à aujourd'hui).

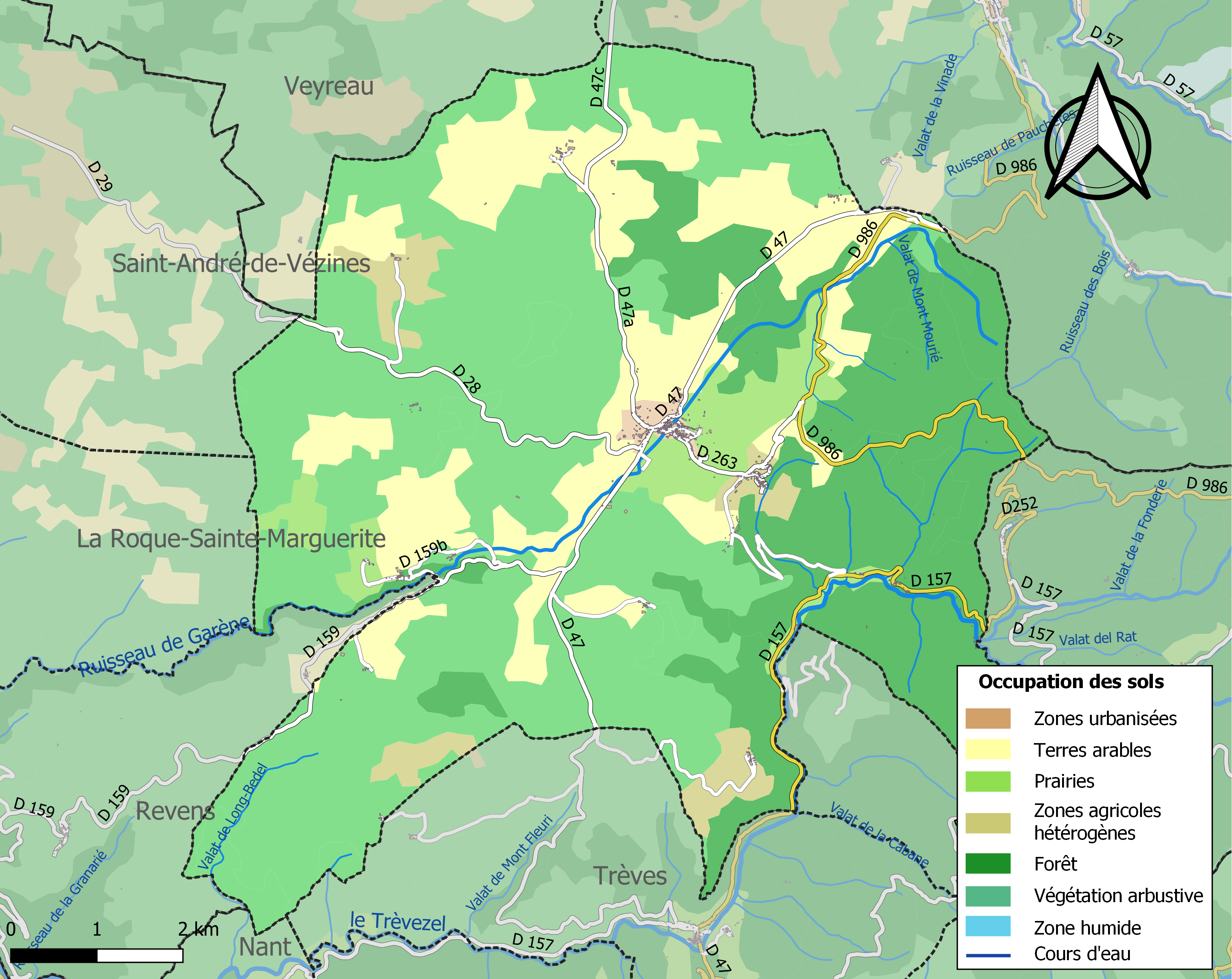
Carte des infrastructures et de l'occupation des sols de la commune en 2018 (CLC).

### Risques majeurs
Le territoire de la commune de Lanuéjols est vulnérable à différents aléas naturels : météorologiques (tempête, orage, neige, grand froid, canicule ou sécheresse), inondations, feux de forêts, mouvements de terrains et séisme (sismicité faible). Il est également exposé à un risque particulier : le risque de radon. Un site publié par le BRGM permet d'évaluer simplement et rapidement les risques d'un bien localisé soit par son adresse soit par le numéro de sa parcelle.

#### Risques naturels
Certaines parties du territoire communal sont susceptibles d’être affectées par le risque d’inondation par débordement de cours d'eau, notamment le Trèvezel, le Bramabiau et le ruisseau de Garène. La commune a été reconnue en état de catastrophe naturelle au titre des dommages causés par les inondations et coulées de boue survenues en 1982 et 1994,.

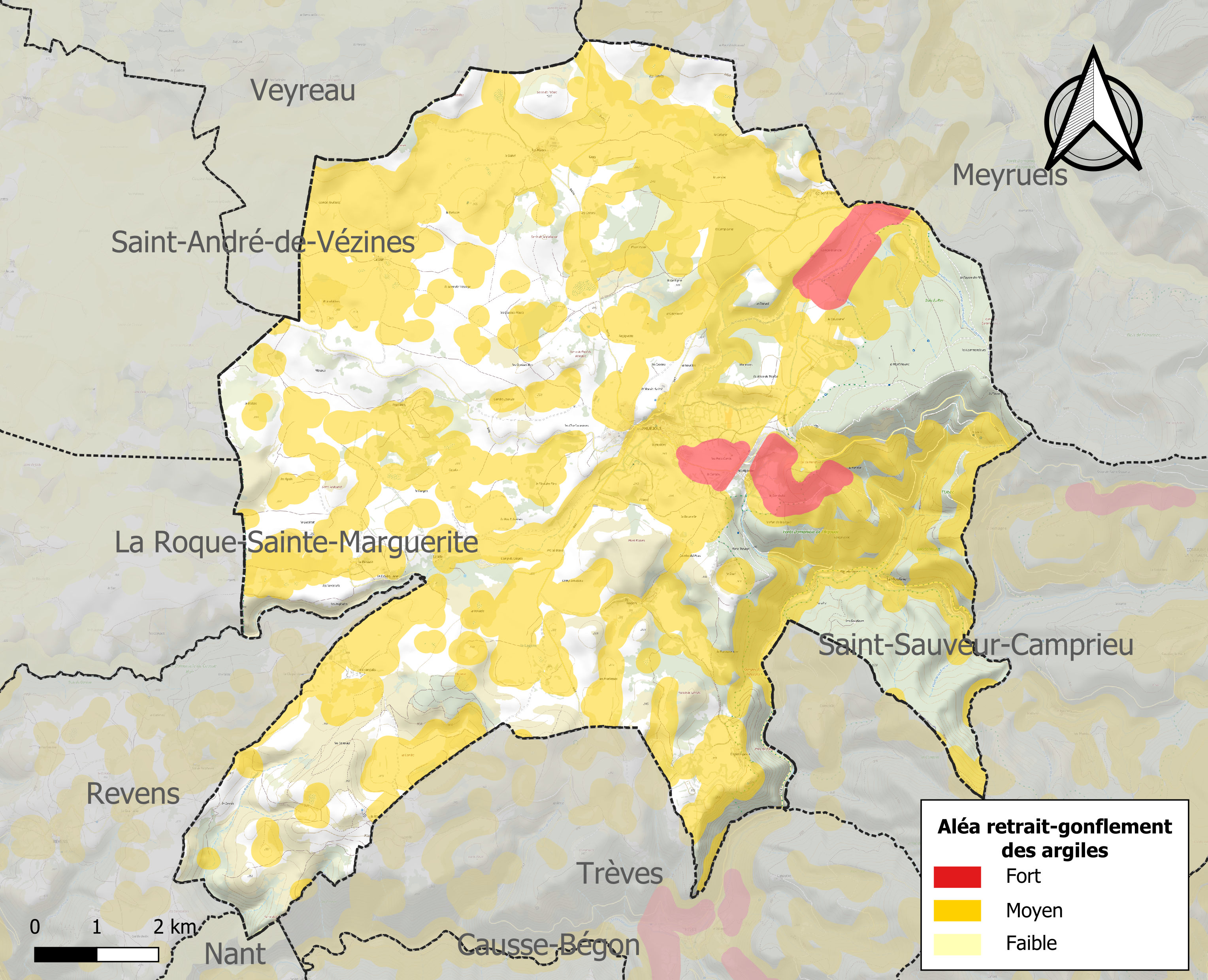
Carte des zones d'aléa retrait-gonflement des sols argileux de Lanuéjols.

La commune est vulnérable au risque de mouvements de terrains constitué principalement du retrait-gonflement des sols argileux. Cet aléa est susceptible d'engendrer des dommages importants aux bâtiments en cas d’alternance de périodes de sécheresse et de pluie. 57,4 % de la superficie communale est en aléa moyen ou fort (67,5 % au niveau départemental et 48,5 % au niveau national). Sur les 368 bâtiments dénombrés sur la commune en 2019, 318 sont en aléa moyen ou fort, soit 86 %, à comparer aux 90 % au niveau départemental et 54 % au niveau national. Une cartographie de l'exposition du territoire national au retrait gonflement des sols argileux est disponible sur le site du BRGM,.
Par ailleurs, afin de mieux appréhender le risque d’affaissement de terrain, l'inventaire national des cavités souterraines permet de localiser celles situées sur la commune.

#### Risque particulier
Dans plusieurs parties du territoire national, le radon, accumulé dans certains logements ou autres locaux, peut constituer une source significative d’exposition de la population aux rayonnements ionisants. Certaines communes du département sont concernées par le risque radon à un niveau plus ou moins élevé. Selon la classification de 2018, la commune de Lanuéjols est classée en zone 3, à savoir zone à potentiel radon significatif.

## Toponymie
Le nom de la localité est attesté sous les formes Faissæ de Lanejol en 1150, S. de Lanojol en 1163; Parochia de Sancti-Laurentii de Noculis en 1167 (cartulaire du chapitre de Notre-Dame-de-Bonheur).
Ce toponyme est peut-être ou sans doute composé de deux éléments gaulois (celtique) : lano- qui indique la « plaine » et -ialo, suffixe fréquent en toponymie, évoquant une « clairière »,. Cependant, l'existence d'un suffixe -ialo est contestée, car il s'agit plutôt d'un appellatif noté sous la forme *ialon « clairière, lieu défriché », et son sens en gaulois tardif est sans doute « lieu, endroit, village ». On compare avec le gallois ial, où tir ial signifie « clairière, espace découvert ». De même, le sens de lano- n'est pas assuré « plein » et peut-être « plaine », plus précisément lāno- en celtique « plein, rempli » cf. irlandais lán, gallois lawn, breton leun « plein », mais un doublet lāno- ayant le même étymon indo-européen que le latin planus > plaine est probable (ex : erco-lana « plaine des chênes »). On compare avec la paire minimale latine plenus « plein, complet, entier, abondant en » / planus « plat, uni, net, sans aspérité » → ancien français plain « partie plane, plate d'un mur, plaine », français plaine.
L'évolution en Lanuéjols (occitan [-uèjoul]), résulte de l'accent tonique porté par le ó de Lan-ó, d'où -ó-ialo, qui aboutit à la création d'une terminaison -uéjol [-uèjoul], alors que dans le nord de la France, la terminaison homonyme est -(u)eil / -euil.

## Histoire

### Époque moderne
Lanuéjols appartenait, avant 1790, à la viguerie du Vigan-et-Meyrueis et au diocèse de Nîmes, archiprêtré de Meyrueis. On y comptait six feux en 1384. Cette commune qui s'appelait Lamejol en 1102[réf. nécessaire], Faissæ de Lanéjol en 1150, a en grande partie adhéré vers 1560 à la religion réformée. En 1663, Louis XIV fait raser le temple. La révocation de l’Édit de Nantes se traduit par de nombreuses conversions : les croix que l'on remarque au-dessus des portes de maisons signalaient aux soldats les familles catholiques et leur évitaient ainsi une répression.

### Révolution française et Empire

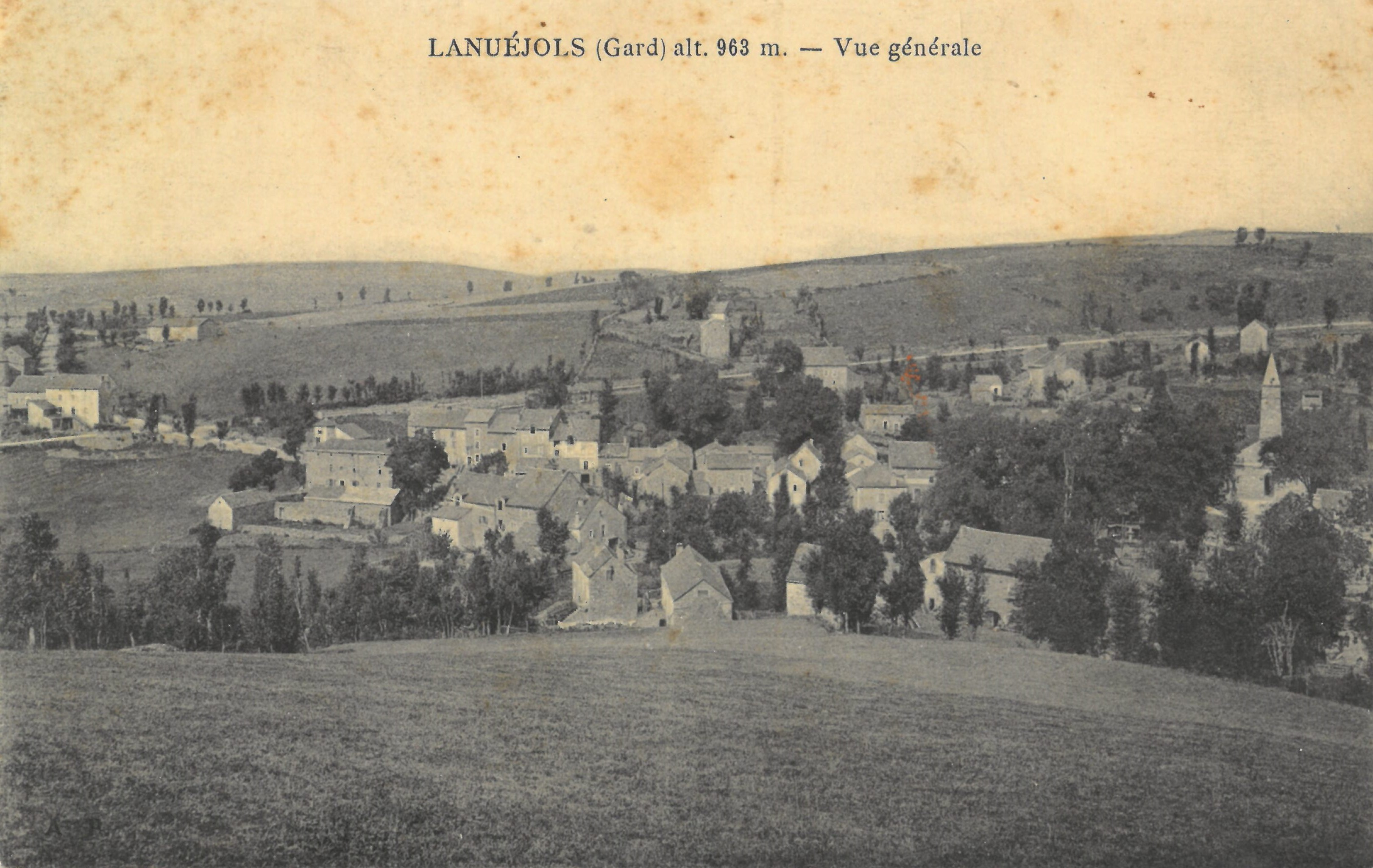
Le village au début du XXe siècle.

## Politique et administration

### Liste des maires
| Période                                  | Période  | Identité        | Étiquette | Qualité |
| ---------------------------------------- | -------- | --------------- | --------- | --- |
| mars 1989                                | mai 2020 | Martin Delord   | PS        | Conseiller général du canton de Trèves (1992-2015) Président de la communauté de communes de l'Aigoual jusqu'en 2013 Président de la communauté de communes Causses Aigoual Cévennes (2013-2018) |
| mai 2020                                 | En cours | Alexandre Vigne |           | Retraité de l'éducation nationale |
| Les données manquantes sont à compléter. |          |                 |           | |

## Population et société

### Démographie
L'évolution du nombre d'habitants est connue à travers les recensements de la population effectués dans la commune depuis 1793. Pour les communes de moins de 10 000 habitants, une enquête de recensement portant sur toute la population est réalisée tous les cinq ans, les populations de référence des années intermédiaires étant quant à elles estimées par interpolation ou extrapolation. Pour la commune, le premier recensement exhaustif entrant dans le cadre du nouveau dispositif a été réalisé en 2006.

En 2022, la commune comptait 339 habitants, en évolution de −5,31 % par rapport à 2016 (Gard : +2,97 %, France hors Mayotte : +2,11 %).
| 1793 | 1800 | 1806 | 1821  | 1831  | 1836  | 1841  | 1846  | 1851  |
| ---- | ---- | ---- | ----- | ----- | ----- | ----- | ----- | ----- |
| 940  | 987  | 999  | 1 186 | 1 187 | 1 134 | 1 028 | 1 114 | 1 090 |

| 1856  | 1861  | 1866  | 1872  | 1876  | 1881  | 1886  | 1891  | 1896  |
| ----- | ----- | ----- | ----- | ----- | ----- | ----- | ----- | ----- |
| 1 135 | 1 043 | 1 098 | 1 082 | 1 075 | 1 075 | 1 104 | 1 036 | 1 050 |

| 1901  | 1906  | 1911  | 1921 | 1926 | 1931 | 1936 | 1946 | 1954 |
| ----- | ----- | ----- | ---- | ---- | ---- | ---- | ---- | ---- |
| 1 029 | 1 030 | 1 050 | 821  | 987  | 793  | 745  | 593  | 515  |

| 1962 | 1968 | 1975 | 1982 | 1990 | 1999 | 2006 | 2011 | 2016 |
| ---- | ---- | ---- | ---- | ---- | ---- | ---- | ---- | ---- |
| 452  | 379  | 337  | 312  | 304  | 330  | 333  | 358  | 358  |

| 2021 | 2022 | - | - | - | - | - | - | - |
| ---- | ---- | - | - | - | - | - | - | - |
| 339  | 339  | - | - | - | - | - | - | - |

### Manifestations culturelles et festivités

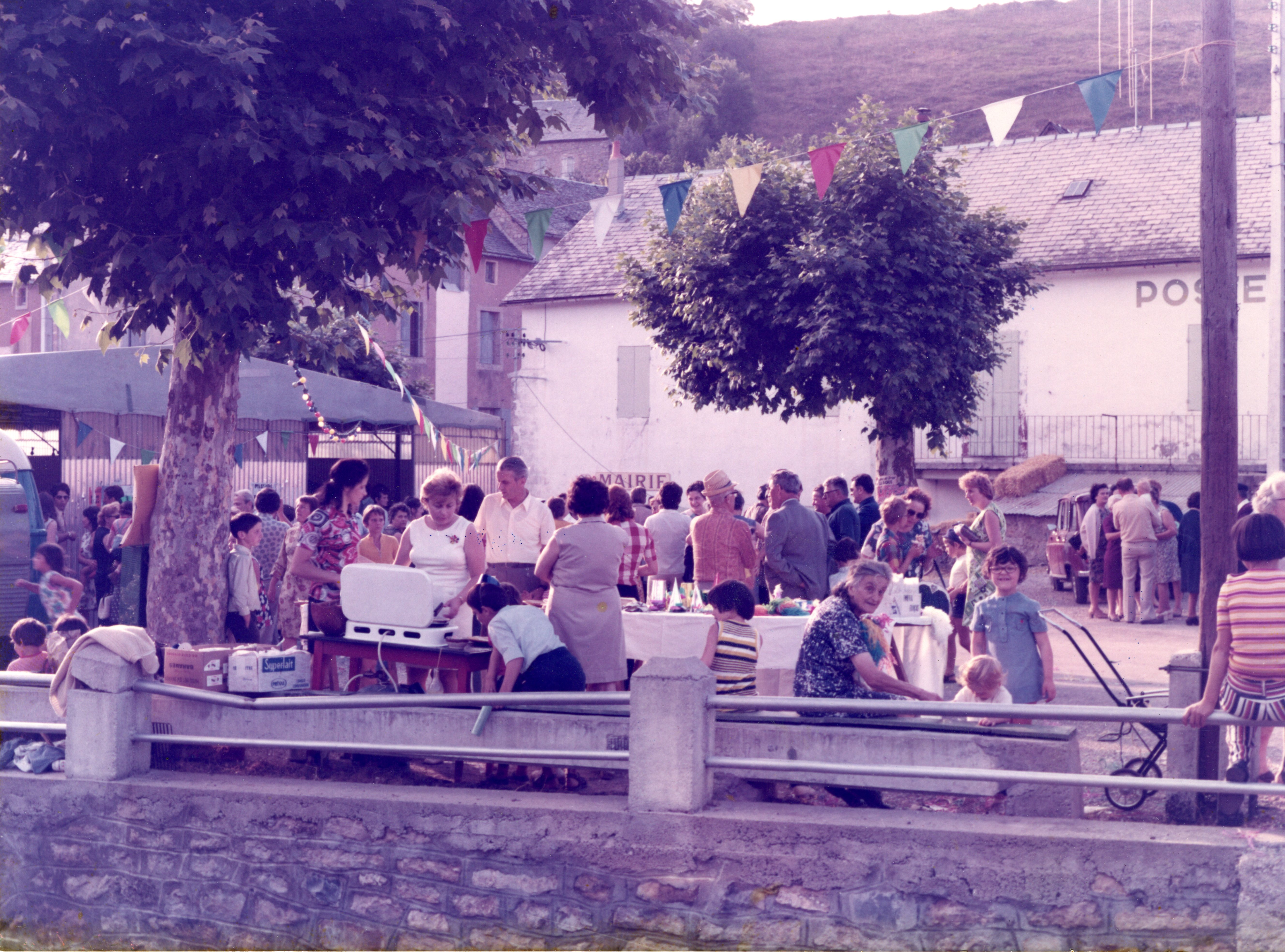
Fête votive de Lanuéjols 1972.

Le premier samedi du mois d'août débute la grande fête votive de Lanuéjols. S'enchaînent durant 4 jours, concours de pétanque primés, tournoi de sixte, concours de belote, repas traditionnels, pena, bals gratuits, exposition artistique (Association Art'Rev) et pour clore la fête, le mardi soir, le célèbre radio-crochet régional.

## Économie

### Revenus
En 2018 (données Insee publiées en septembre 2021), la commune compte 153 ménages fiscaux, regroupant 307 personnes. La médiane du revenu disponible par unité de consommation est de 18 240 € (20 020 € dans le département).

### Emploi
|                | 2008   | 2013  | 2018   |
| -------------- | ------ | ----- | ------ |
| Commune        | 7,6 %  | 6,5 % | 13,3 % |
| Département    | 10,6 % | 12 %  | 12 %   |
| France entière | 8,3 %  | 10 %  | 10 %   |

En 2018, la population âgée de 15 à 64 ans s'élève à 218 personnes, parmi lesquelles on compte 82,1 % d'actifs (68,9 % ayant un emploi et 13,3 % de chômeurs) et 17,9 % d'inactifs,. En  2018, le taux de chômage communal (au sens du recensement) des 15-64 ans est supérieur à celui du département et de la France, alors qu'en 2008 la situation était inverse.
La commune est hors attraction des villes,. Elle compte 127 emplois en 2018, contre 164 en 2013 et 149 en 2008. Le nombre d'actifs ayant un emploi résidant dans la commune est de 156, soit un indicateur de concentration d'emploi de 81,7 % et un taux d'activité parmi les 15 ans ou plus de 59,3 %.
Sur ces 156 actifs de 15 ans ou plus ayant un emploi, 92 travaillent dans la commune, soit 59 % des habitants. Pour se rendre au travail, 69,1 % des habitants utilisent un véhicule personnel ou de fonction à quatre roues, 1,3 % les transports en commun, 15,2 % s'y rendent en deux-roues, à vélo ou à pied et 14,4 % n'ont pas besoin de transport (travail au domicile).

### Activités hors agriculture

#### Secteurs d'activités
44 établissements sont implantés  à Lanuéjols au 31 décembre 2019. Le tableau ci-dessous en détaille le nombre par secteur d'activité et compare les ratios avec ceux du département,.
| Secteur d'activité                                                                                        | Commune | Commune | Département |
| Secteur d'activité                                                                                        | Nombre  | %       | %           |
| --- | ------- | ------- | ----------- |
| Ensemble                                                                                                  | 44      |         |             |
| Industrie manufacturière, industries extractives et autres                                                | 15      | 34,1 %  | (7,9 %)     |
| Construction                                                                                              | 7       | 15,9 %  | (15,5 %)    |
| Commerce de gros et de détail, transports, hébergement et restauration                                    | 11      | 25 %    | (30 %)      |
| Information et communication                                                                              | 2       | 4,5 %   | (2,2 %)     |
| Activités immobilières                                                                                    | 3       | 6,8 %   | (4,1 %)     |
| Activités spécialisées, scientifiques et techniques et activités de services administratifs et de soutien | 4       | 9,1 %   | (14,9 %)    |
| Administration publique, enseignement, santé humaine et action sociale                                    | 2       | 4,5 %   | (13,5 %)    |

Le secteur de l'industrie manufacturière, des industries extractives et autres est prépondérant sur la commune puisqu'il représente 34,1 % du nombre total d'établissements de la commune (15 sur les 44 entreprises implantées  à Lanuéjols), contre 7,9 % au niveau départemental.

### Agriculture
La commune est dans le Causse Noir, une petite région agricole concernant six communes à l'extrême-ouest du département du Gard. En 2020, l'orientation technico-économique de l'agriculture  sur la commune est l'élevage d'ovins ou de caprins. 
|               | 1988  | 2000  | 2010  | 2020  |
| ------------- | ----- | ----- | ----- | ----- |
| Exploitations | 23    | 15    | 13    | 12    |
| SAU (ha)      | 3 896 | 4 267 | 4 721 | 4 030 |

Le nombre d'exploitations agricoles en activité et ayant leur siège dans la commune est passé de 23 lors du recensement agricole de 1988  à 15 en 2000 puis à 13 en 2010 et enfin à 12 en 2020, soit une baisse de 48 % en 32 ans. Le même mouvement est observé à l'échelle du département qui a perdu pendant cette période 61 % de ses exploitations,. La surface agricole utilisée sur la commune a quant à elle augmenté, passant de 3 896 ha en 1988 à 4 030 ha en 2020. Parallèlement la surface agricole utilisée moyenne par exploitation a augmenté, passant de 169 à 336 ha.

### Entreprises de l'agglomération
La société Germain-Environnement est spécialisée dans la fabrication de matériaux de construction et de mobilier extérieur en pierre reconstituée.

### Secteurs d'activités
L'économie locale est historiquement axée sur l'élevage ovin. Le lait des brebis sert à la fabrication des fromages de roquefort. Des bisons d'Amérique sont élevés sur le Causse à la ferme des Randals.

## Culture locale et patrimoine

### Édifices religieux

#### ÉgliseSaint-Laurent

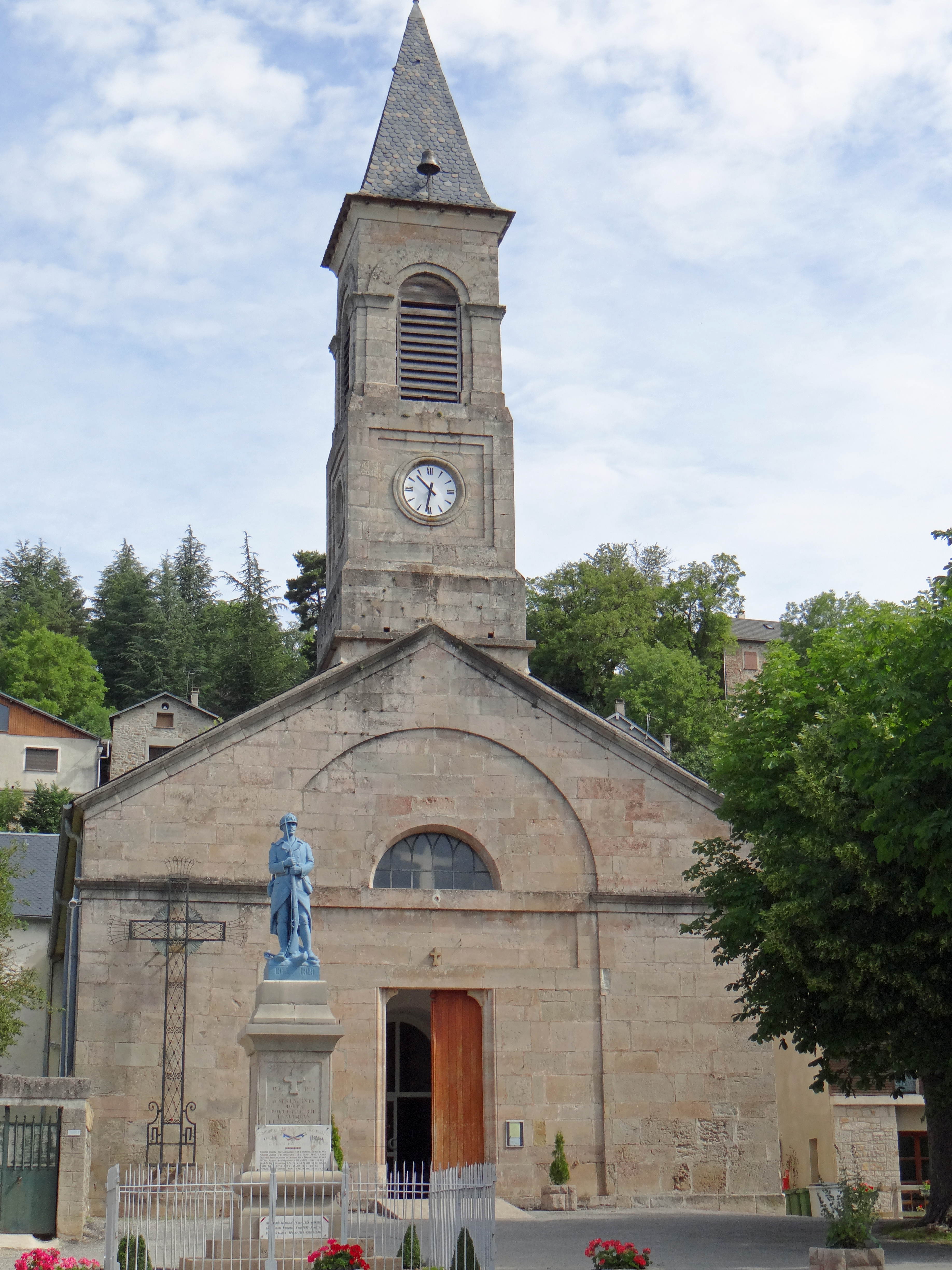
Façade de l'église Saint-Laurent.

L'ancienne église Saint-Laurent se trouvait à l'emplacement actuel de la mairie et de la poste. Elle est ruinée au cours des guerres de religion et reconstruite vers 1610.
Au début du XIXe siècle, l'église est trop petite pour accueillir les 1 200 habitants. La première pierre de la nouvelle église est posée en 1836. Il va falloir plus de 20 ans pour en terminer la construction. Des accidents et des procès à l'entrepreneur interrompent les travaux entre 1839 et 1843, puis entre 1845 et 1854. L'église, construite suivant un plan de croix latine, a été bénie le 29 juin 1858. La flèche du clocher s'élève à 33 mètres. Elle est recouverte d'ardoises, surmontée d'un petit campanile abritant la cloche de l'horloge (dispositif fréquent dans la région). Le maître-autel est surmonté d'une statue représentant le Christ-Roi. Un tableau évoque le martyre de saint Laurent. Des vitraux de Louis-Victor Gesta, Louis Saint-Blancat, actifs à Toulouse, Louis André, peintre verrier aixois, ornent les fenêtres de la nef.

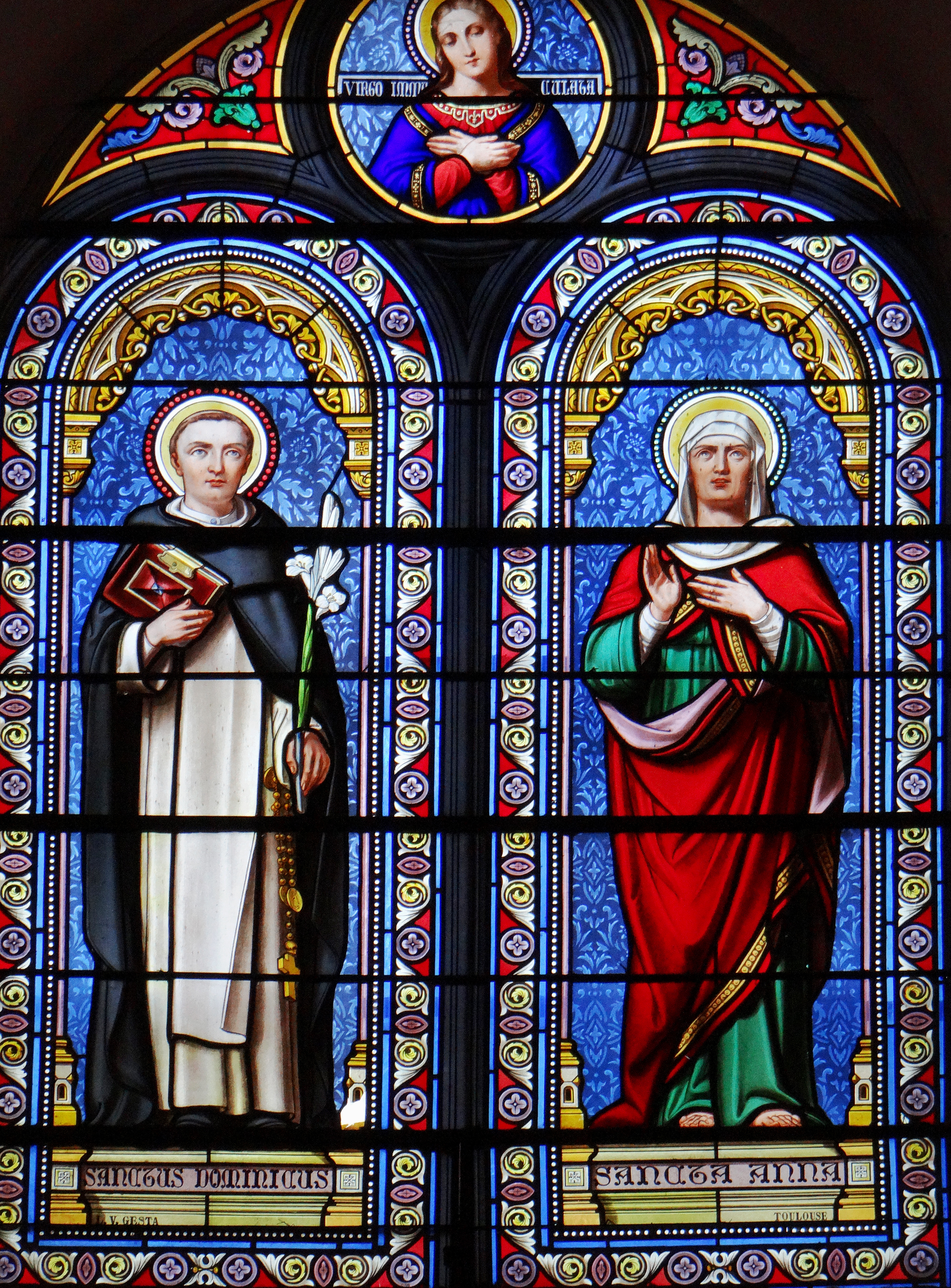
Louis-Victor Gesta : saint Dominique - sainte Anne.
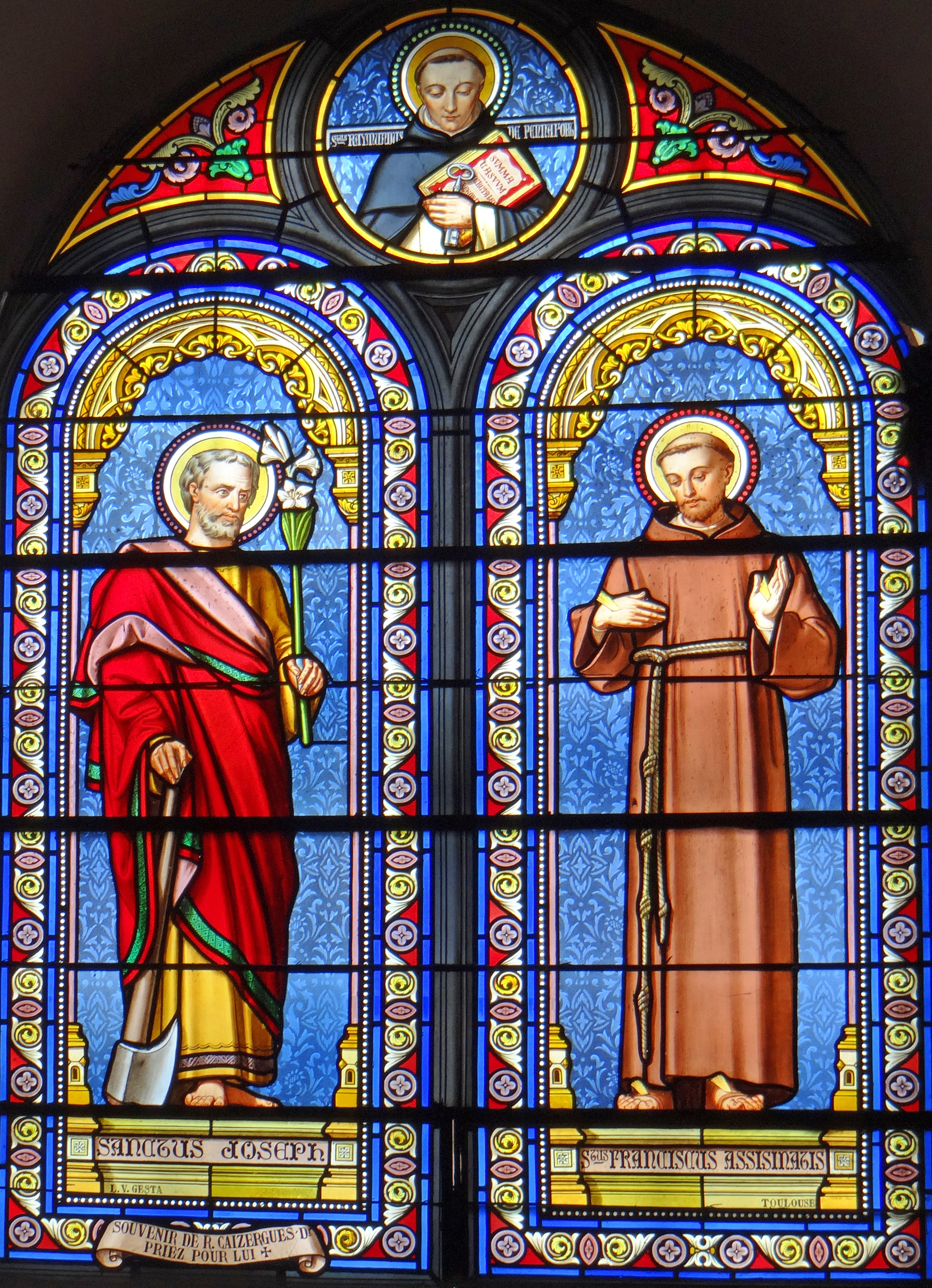
Louis-Victor Gesta : saint Joseph - saint François d'Assise.
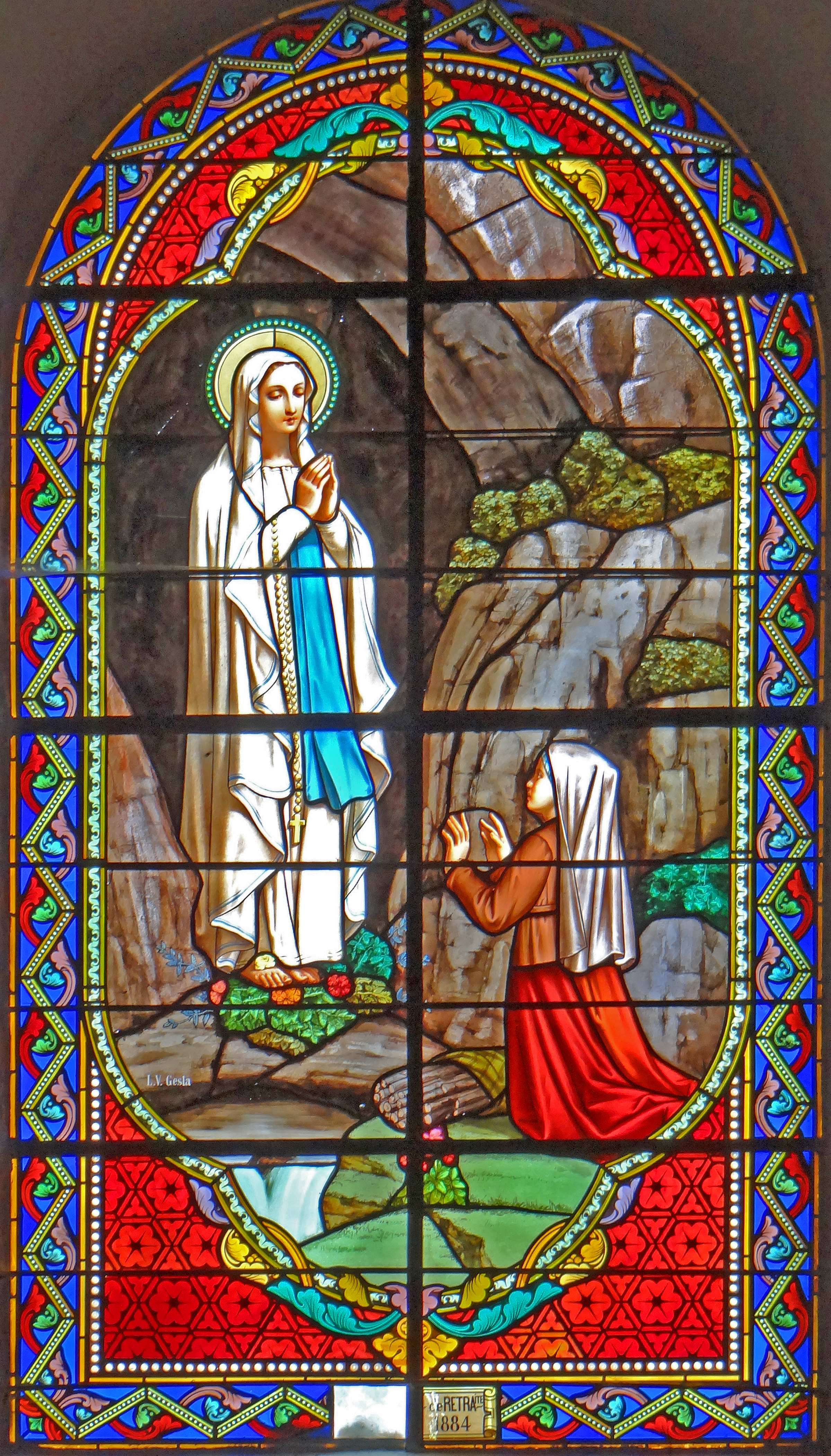
Louis-Victor Gesta : Apparition de la Vierge à Bernadette Soubirous (1884).
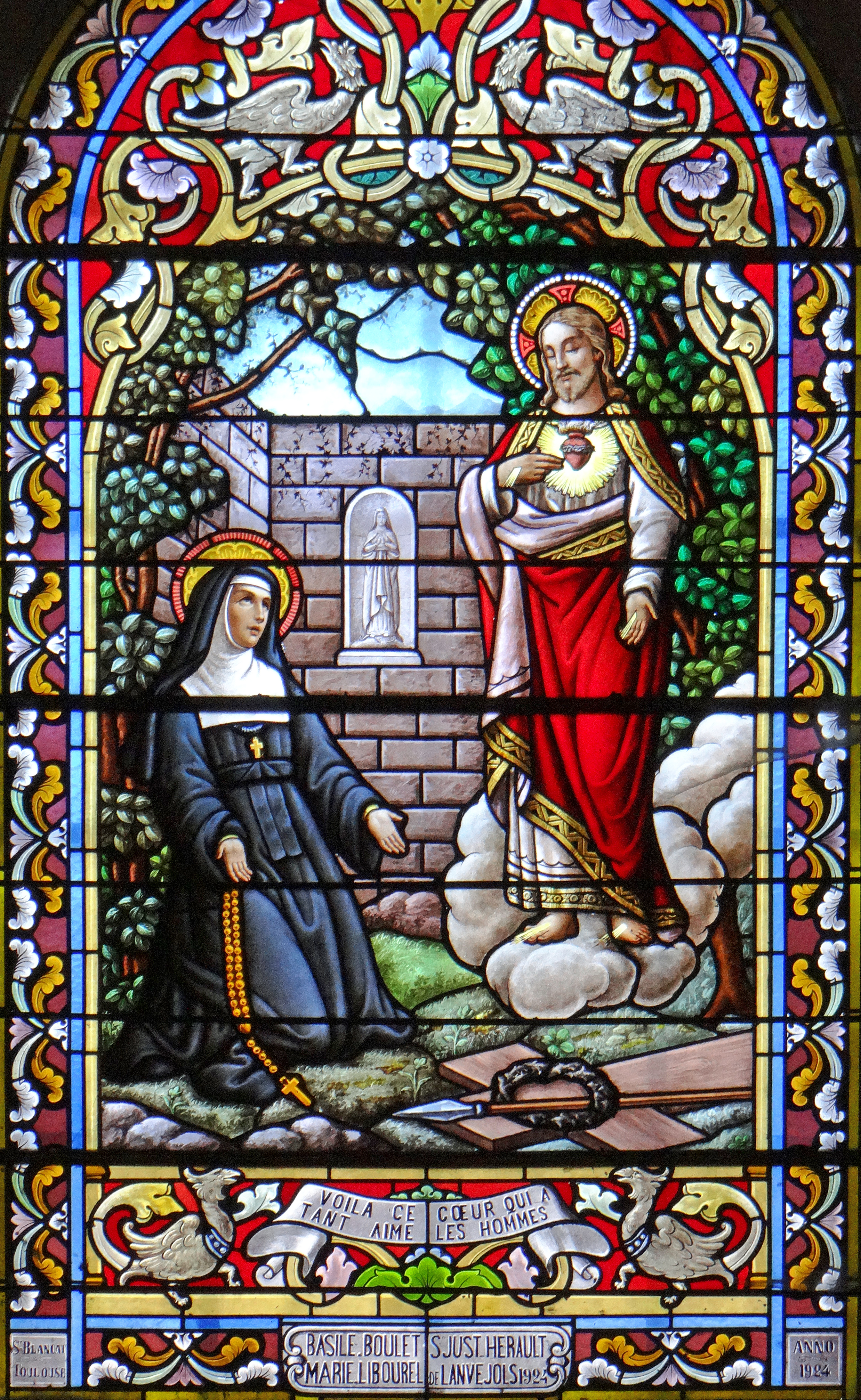
Louis Saint-Blancat : Voilà ce Cœur qui a tant aimé les hommes (1924). Le Sacré-cœur de Jésus
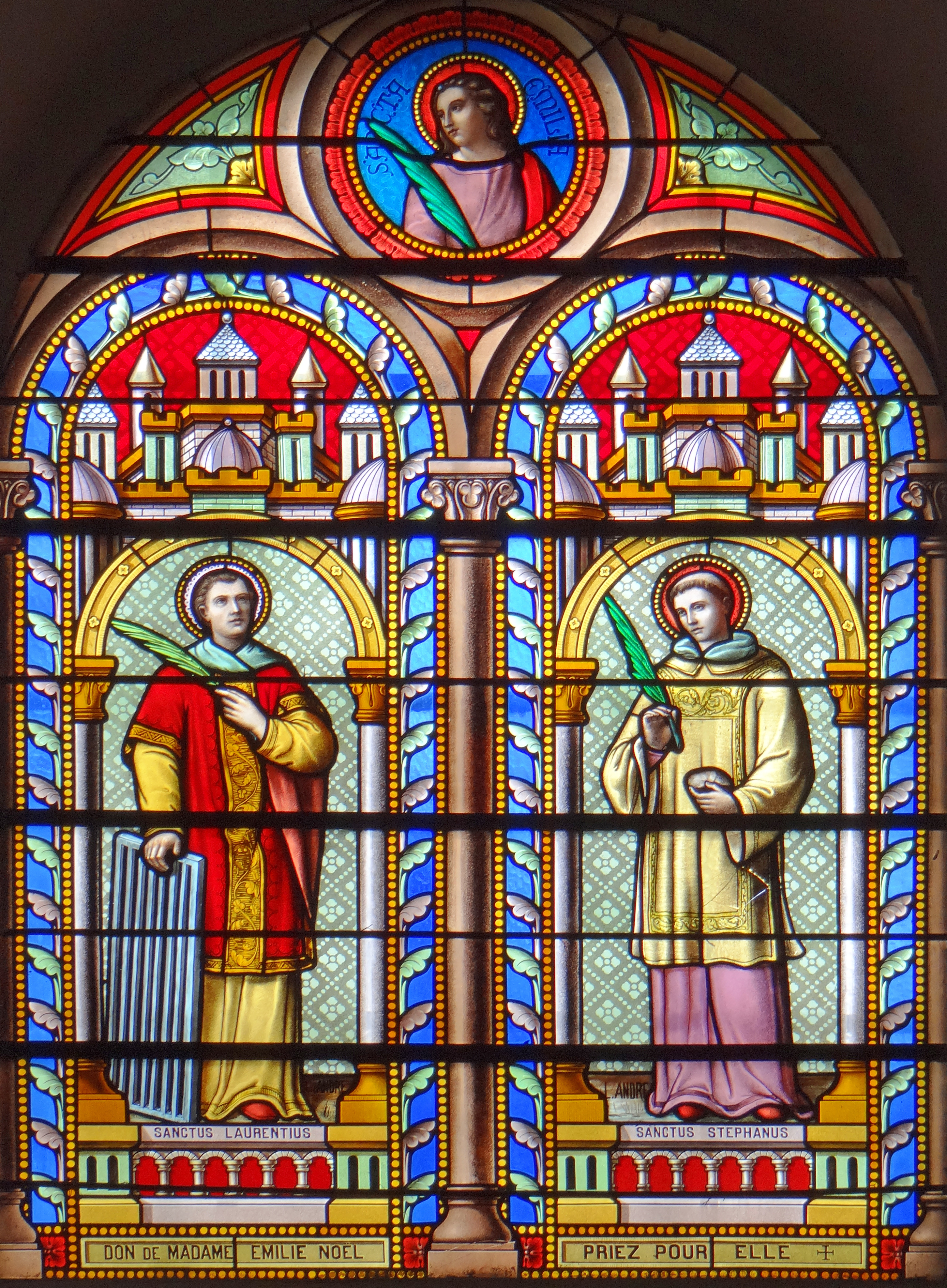
Louis André : saint Laurent et saint Étienne.

### Patrimoine environnemental

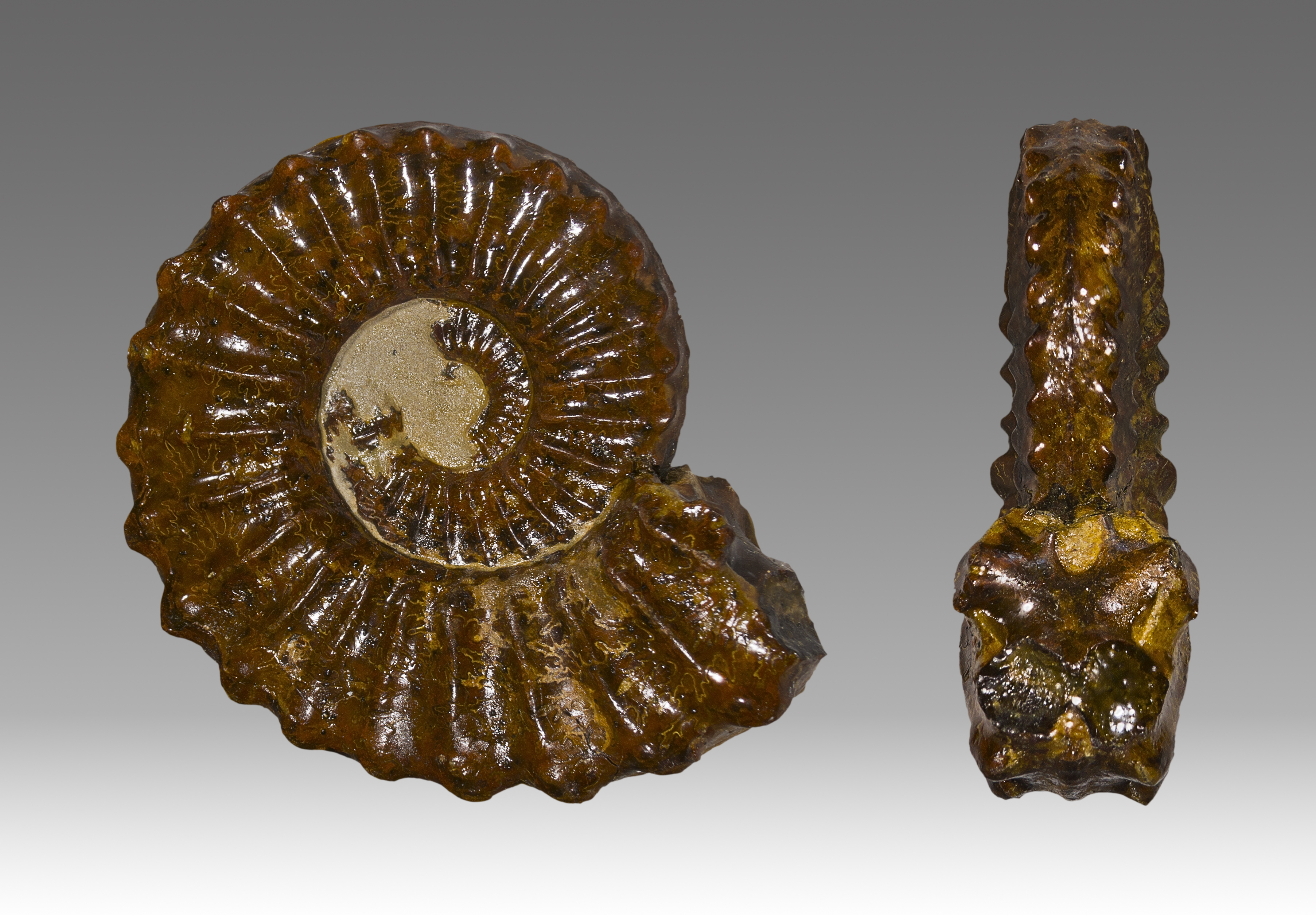
Pleuroceras spinatum
(Muséum de Toulouse).

#### Arboretum de la Foux
L'arboretum de la Foux est situé sur le versant atlantique du massif de l'Aigoual.

### Personnalités liées à la commune
- La famille Bérenger de Caladon, seigneurs de Lanuéjols ;
- Marius Valette, homme politique gardois, y est né en 1874.

## Héraldique
| Blason de Lanuéjols | Blason  | D'azur, au mont de sinople, chargé d'une cardoule d'or, et accompagné en chef d'un gril d'argent, accosté de deux têtes de mouton affrontées du même. |
| Blason de Lanuéjols | Détails | L’ensemble du blason est le rappel de celui de Béranger de Caladon qui était seigneur de Lanuéjols et de Lespinassière. Le blason de cette famille était “d’azur, à une aigle éployée d’argent, membrée et onglée d’or, accompagnée en pointe de deux chiens bassets affrontés de même sur une motte de sinople”. La reprise intégrale du blason de famille étant interdite pour les municipalités, il suffit d’en emprunter un ou plusieurs éléments. L’aigle est remplacée par le gril qui est le symbole du martyre de Laurent. Il est le saint patron de Lanuéjols. Les deux bassets sont remplacés par les têtes de mouton qui représentent l’élevage dominant, les brebis fournissant du lait pour les caves de Roquefort. La cardoule, ou le chardon baromètre, est l’un des symboles les plus expressifs du Causse. Elle signale que Lanuéjols ne se situe pas dans les Cévennes mais sur le Causse-Noir. Les ornements sont deux branches de sapin de sinople, fruitées d'or, mises en sautoir par la pointe et liées d'argent pour symboliser les forêts environnantes. Le listel d'argent porte le nom de la commune en lettres majuscules de sable. La couronne de tours dit que l’écu est celui d’une commune ; elle n’a rien à voir avec des fortifications. Le statut officiel du blason reste à déterminer. |